# (4112) Hrabal
(4112) Hrabal (1981 ST) – planetoida z pasa głównego asteroid okrążająca Słońce w ciągu 5,5 lat w średniej odległości 3,12 j.a. Odkryta 25 września 1981 roku.